# Коп'яно
Коп'яно (італ. Copiano) — муніципалітет в Італії, у регіоні Ломбардія,  провінція Павія.
Коп'яно розташований на відстані близько 450 км на північний захід від Рима, 31 км на південь від Мілана, 14 км на схід від Павії.
Населення — 1696 осіб (2014).

## Демографія
Населення за роками:

Станом на 1 січня 2023 року в муніципалітеті офіційно проживали 123 іноземці з 20 країн, серед них 54 громадяни країн Євросоюзу та 2 громадяни України.

## Сусідні муніципалітети
- Філігера
- Кортеолона-е-Дженцоне
- Джеренцаго
- Магерно
- Вістарино